# Omar Vitelli
Omar Vitelli (Sezze, 12 febbraio 1984) è un doppiatore italiano.

## Carriera
Attivo sia a Roma che a Milano, ha vinto anche il Premio Voce dell'anno emergente - Cartoni e radio al Gran Galà del Doppiaggio - al Romics 2003.

## Doppiaggio

### Film
- Michael Pitt in Jailbait
- Andrew Jacobs in Il segnato
- Ckeik A.G. in Timbuktu
- Madhur Mittal in Million Dollar Arm
- Frankie Muniz in Deuces Wild - I guerrieri di New York
- Jordan Pratt-Thatcher in Hold Your Breath - Trattieni il respiro
- Demetrius Joyette in Lo sguardo di Satana - Carrie
- Jay Pharoah in Top Five
- Nicholas Carella in Ghost Storm
- Tyler Boissonnault in Air Bud vince ancora
- Jeff Mallory in L'uomo dell'anno
- John Travers in 48 Angels
- Roffem Morgan in Rollin' with the Nines
- Lucas Pittaway in Snowtown
- Nattapol Pohphay in 4bia
- Stephen Chang in Pasto umano
- Sirak M. Sabahat in Vai e vivrai
- Corey Sevier in Surf School
- Abhin Galeya in Cleanskin
- Richard Mack in Neds
- Dan Benson in Il mostro degli abissi
- Darren Evans in Submarine
- Aleksandar Aleksiev in I Spit on Your Grave 2
- Martin Ruscov in Succhiami
- Fabian Preger in L'onda
- Fernando Tielve in Unmade Beds – Letti sfatti
- Cherif Bounaidia Rachedi in La Classe – Entres les murs
- Samy Seghir in Notte Bianca – Nuit Blanche
- Yon González in Transgression
- Charles Weber in Hip Hop Kidz
- Michisuke Kashiwaya  in Dead or Alive
- Yutaka Shimada in Battle Royale
- Kangjing Qiu in Class Enemy
- Moisés Arias in Monos - Un gioco da ragazzi
- Nicolas Casar-Umbdenstock in Vita da gatto

### Televisione
- Matt Bennett in Victorious, iParty con Victorious, Sam & Cat
- Mauricio García in El refugio
- Taylor Kowalski in Snowfall
- David Oakes in Vikings: Valhalla
- Roh Jae-won in Squid Game

### Serie animate
- Dark Schneider in Bastard!!
- Ant-Man in Avengers Assemble, Marvel Super Hero Adventures
- Tom in A tutto reality presenta: Missione Cosmo Ridicola
- Reiji 'Andre' Andou in Prison School
- Chase Suno in Monsuno
- Güllengurv in Übel Blatt
- Ox Ford in Soul Eater
- Heikichi Nakao in Lovely Complex
- Nori in Lei, l'arma finale
- Taniguchi in La malinconia di Haruhi Suzumiya
- Hōka Inumuta in Kill la Kill
- Gaby in Loulou de Montmartre
- Luì Shirosagi in Beyblade Burst
- Vari personaggi nei I Griffin
- Falco Flashman in Inazuma Eleven Go! Galaxy
- Juji Yusurube in Togen Anki - Sangue maledetto
- Max Kanté in Miraculous - Le storie di Ladybug e Chat Noir
- Jared/Morfeo in Ragazze dell'Olimpo
- Kamotaro Ito in Gintama
- Yancy Fry Jr. (ep. 6x24) e Cubert Farnsworth (st. 8+) in Futurama[1]
- Toppolo in Insieme a Rosie

### Videogiochi
- Tolomeo XIII in Assassin's Creed: Origins (2017)[2]
- Lucas Riggs in Call of Duty: Vanguard (2021)[3]
- Arokkeh in Horizon Forbidden West (2022)[4]